# Albendazole
L'albendazole és un fàrmac usat per al tractament de la infestació d'una varietat de cucs paràsits. És útil en la giardiosi, tricuriosi, filariosi, neurocisticercosi, malaltia hidàtida, clonarquiosi (contra clonorchis sinensis) enterobiosi i ascariosi entre d'altres. Es pren via oral.
També té ús veterinari.
Els efectes secundaris comuns inclouen nàusea, dolor abdominal, i mal de cap.
L'albendazole va ser desenvolupat el 1975.